# 安本筆
安本 筆（やすもと はじめ、1947年1月1日 - ）は、日本の教育者、元東進ハイスクール数学講師。

## 人物
広島県出身。高校卒業後に広島大学数学科に入学しするが、理工学部へのあこがれもあって広島大学を中退し、3浪して名古屋大学計測工学科に合格する。名古屋大学卒業後は東京のコンピューター関連の商社に入社した。営業に配属されるが、営業職が合わずに退職し、塾の経営を始める。
受験生を指導しているうちに「自分自身が難関大学の合格を経験してみなければ」と思うようになり、31歳のときに東京大学理科一類を受験し、合格する。東京大学に入学後は教育学部に課程を変更して卒業する。その後、京都大学、東北大学も受験し合格しているが、こちらは入学していない。
東進ハイスクールで講師を務め、数学を数式ではなく図で捉えて計算を簡略化する独自の「安本式」を紹介する参考書を出版する。
知人に誘われるかたちで、沖縄県に移住し、浦添市内で自らの塾を構え、その後は那覇市内の予備校で個別指導に当たっている。

## 著書
安本筆名義
- 大学入試合格王の絶対合格マル秘コツ (実日新書A-97)  1988年11月株式会社 実業之日本社　ISBN 4-408-30126-4
- 合格王誕生（クレオ 1995年5月 ISBN 4-906371-70-1）
- 合格王のミラクル数学　微分積分編（クレオ 1995年8月 ISBN 4-906371-71-X）
- 合格王のだれでもできる数学解答術 基礎解析編（東進ブックス株式会社ナガセ 平成6年3月 ISBN 4-931256-77-5）
- 合格王のだれでもできる数学解答術 代数幾何編（東進ブックス 株式会社ナガセ 平成5年3月 ISBN 4-931256-27-9)

坂本龍名義
- 小学生が東大生に勝つ算数（エール出版 2008年11月 ISBN 978-4-7539-2803-3）
- センター数学で大逆転できる本（エール出版 2003年9月 ISBN 4-7539-2273-1）
- 3分で解く!センター数学Ⅰ・A (エール出版 2007年8月 ISBN 978-4-7539-2670-1)
- 3分で解く!センター数学Ⅱ・B (エール出版 2007年8月 ISBN 978-4-7539-2671-8)
- 3分で解く!センター数学A (エール出版 2008年8月 ISBN 978-4-7539-2758-6)
- 3分で解く!センター数学B (エール出版 2008年8月 ISBN 978-4-7539-2759-3)
- 入試数学を3分で解く 坂本式数学即解のテクニック　月刊医歯薬進学別冊　玄文社 2006年9月 雑誌01668-9 4910016680966 01905